# Ádám Steinmetz
Ádám Steinmetz (8 novembre 1980) è un ex pallanuotista ungherese, vincitore di una medaglia d'oro ai giochi olimpici di Atene 2004.

## Palmarès

### Club
- Eurolega: 1

Primorac: 2008-09
- Campionato ungherese: 4

Ferencvaros: 2000
Vasas: 2007, 2008, 2012
- Coppa d'Ungheria: 5

Ferencvaros: 1997
Vasas: 2001, 2002, 2004, 2005
- Coppa delle Coppe: 1

Ferencvaros: 1998
- Supercoppa LEN: 1

Primorac: 2009
- Coppa del Montenegro: 1

Primorac: 2009-10